# Diablo II: Lord of Destruction Soundtrack
Diablo II: Lord of Destruction Soundtrack lub Diablo II Expansion Set: Lord of Destruction Soundtrack Audio CD – oficjalna ścieżka dźwiękowa z gry Diablo II: Lord of Destruction, będącej dodatkiem do Diablo II. Skomponowana przez Matta Uelmena. Została napisana we wrześniu 2000 roku, natomiast sesje z orkiestrą odbyły się na Słowacji w styczniu 2001 roku (wówczas Matt Uelmen po raz pierwszy pracował z orkiestrą). Album został wydany 29 czerwca 2001 roku przez Blizzard Entertainment na płycie CD, a później udostępniono go do cyfrowego ściągnięcia za darmo na stronie dewelopera (w formacie mp3).

## Formaty i listy utworów
CD, digital download:
| Nr | Tytuł utworu | Długość |
| -- | ------------ | ------- |
| 1. | „Fortress”   | 4:46    |
| 2. | „Halls”      | 3:32    |
| 3. | „Ancients”   | 4:06    |
| 4. | „Siege”      | 5:42    |
| 5. | „Ice Caves”  | 4:40    |
|    |              | 22:46   |

## Styl i inspiracje muzyczne
Ścieżka dźwiękowa Diablo II: Lord of Destruction została stworzona w stylu muzyki współczesnej i eksperymentalnej oraz starano się skomponować ją w stylu wagnerowskim.
Inspiracje muzyczne:
- "Fortress" – z aktu V gry, zainspirowany różnymi partyturami operowymi. Znajduje się w niej m.in. bezpośrednie odniesienie muzyczne do frazy z połowy sceny 1, aktu 1 opery "Peleas i Melizanda" Claude Debussy'ego[7].
- "Ice Caves" – z aktu V gry, zainspirowany fragmentami "Vertigo" Bernarda Herrmanna i sekwencją "Trionfo di Afrodite" Carl Orffa.
- "Ancients" – z aktu V gry, zawiera bezpośredni cytat z preludium do aktu 1 "Tristana i Izoldy" Richard Wagnera.
- "Siege" – z aktu V gry, zainspirowany fragmentami "Marsa" Gustava Holsta oraz zawiera bezpośrednie cytaty z niego.

## Twórcy i personel pracujący nad ścieżką dźwiękową
- Skomponowana przez Matta Uelmena z Blizzard Entertainment.
- Za wykonanie odpowiada Kirk Trevor i Slovak Radio Symphony Orchestra.
- Ścieżka dźwiękowa została nagrana w Slovak Radio Philharmonic w Bratysławie na Słowacji.

Źródło: